# Divisió d'Indore
La divisió d'Indore és una de les deu grans entitats administratives en què està dividit l'estat de Madhya Pradesh. La seva capital és la ciutat d'Indore. Està formada pels districtes d'Alirajpur (segregat del de Jhabua el 17 de maig de 2008), Barwani, Burhanpur, Dhar, Indore, Jhabua, Khandwa (Districte d'East Nimar); i Khargone (Districte de West Nimar).

## Nota
1. ↑  «Madhya Pradesh Department of Public Relations». Arxivat de l'original el 2011-07-27. [Consulta: 26 setembre 2009].